# Цвет волшебства (фильм)
«Цвет волшебства» (англ. Terry Pratchett's The Colour of Magic) — двухсерийный телевизионный фильм по книгам Терри Пратчетта «Цвет волшебства» и «Безумная звезда». Премьера фильма состоялась 23 марта 2008 года на телеканале Sky1. В дальнейшем фильм выходил на DVD в разных странах, в том числе и в России.
Режиссёр фильма Вадим Жан ранее экранизировал другой роман Терри Пратчетта — «Санта-Хрякус».

## Сюжет
Фильм объединяет две книги: «Цвет волшебства» (англ. The Colour of Magic) и «Безумная звезда» (англ. Light fantastic).
Первый (и возможно — единственный) турист Плоского мира Двацветок приезжает в Анк-Морпорк. У него при себе иконограф, очки-«велосипеды» и Сундук. В таверне Двацветок знакомится с неудачливым и трусливым волшебником Ринсвиндом и нанимает его гидом.
Двацветок позитивно настроен и абсолютно уверен, что с ним ничего страшного произойти не может, поэтому он смело идёт навстречу приключениям. 

В это время коварный чародей Траймон похищает древнюю книгу заклинаний и с её помощью надеется свергнуть главного волшебника Незримого Университета и установить свои порядки в Гильдии волшебников. Со стороны за развитием событий наблюдает Смерть, и поскольку он может видеть и прошлое и будущее, Смерть знает, что помешать Траймону могут именно Двацветок, Ринсвинд и Сундук. Но на их пути оказываются драконы, тролли, наёмные убийцы, водная стихия и ещё много всего. Двацветок и Ринсвинд поджигают город и путешествуют «за край Диска» в поисках восьмого заклинания из книги Октаво, которое может спасти весь мир от столкновения с кометой и гибели.

## В ролях
- Дэвид Джейсон — Ринсвинд[1]
- Шон Астин — Двацветок
- Джереми Айронс — Патриций
- Тим Карри — Траймон
- Дэвид Брэдли — Коэн-Варвар
- Лора Хэддок − Бетан
- Кристофер Ли — Смерть (голос)
- Джеймс Космо — Гальдер Ветровоск, аркканцлер Незримого университета
- Стивен Маркус — Пузан, трактирщик
- Лиз Мэй Брайс — Херрена
- Найджел Плэнер — верховный астроном
- Дженет Сюзман — Дракон (голос)
- Карен Дэвид — Льесса Повелительница Драконов, принцесса
- Николас Теннант — Главный библиотекарь[2].
- Брайан Кокс — рассказчик за кадром
- Нома Думезвени — Марчесса (только во 2-й серии)

Сам Терри Пратчетт появился в маленькой роли астрозоолога.

## Локализации
Отличия британской и американской версий
Версия для показа в Великобритании длится 191 минуту, американская версия гораздо короче — 137 минут.
Версия для России и Украины
Для пятого региона была переведена полная (британская) версия фильма. DVD-9 выпущен в 2009 году компанией «Лизард».

## Отзывы и критика
Ожидания были большими, но фильм не вызвал особых восторгов, хотя не вызвал и сильного разочарования. «Спецэффекты недорогие, однако не халтурные; а Джейсон поначалу кажется староватым для роли, но к суетливому старикашке-Ринсвинду быстро привыкаешь», — пишет Лев Гурский, отмечая, что «создатели фильма отнеслись к сюжету достаточно бережно».
Именно в категории «визуальные спецэффекты» фильм номинировался на британскую телевизионную премию BAFTA, но премии не получил.